# Вильгельм II (курфюрст Гессен-Касселя)
Вильгельм II (нем. Wilhelm II von Hessen-Kassel; 28 июля 1777, Ханау — 20 ноября 1847, Франкфурт-на-Майне) — курфюрст Гессена с 1821 года, ландграф Гессен-Касселя.

## Биография
Вильгельм II был сыном курфюрста Гессенского Вильгельма I и его супруги Вильгельмины Каролины Датской. Образование получил в университетах Марбурга и Лейпцига.
После того, как в 1806 году Гессен заняли французские войска, кронпринц Вильгельм сопровождает отца, покинувшего свою страну, и следует с ним сперва в Гольштейн, а затем в Прагу и в 1809 году — в Берлин.
В 1813 году Вильгельм вступает в прусскую армию и участвует в «битве народов» под Лейпцигом. 30 октября 1813 года кронпринц подписывает «Воззвание к гессенцам», призывая их восстать против власти Наполеона. После возвращения своего отца на гессенский трон принц Вильгельм возглавляет командование гессенской армией. После окончания наполеоновских войн он селится в Ханау.
После смерти Вильгельма I в 1821 году курфюршество Гессен — единственное сохранившееся курфюршество после прекращения существования Священной Римской империи — возглавляет Вильгельм II. Вначале он пытается проводить политику реформ в управлении государством, однако в целом проводимая им консервативная политика вызывала недовольство его подданных, ожидавших введения в Гессене конституционной монархии. 
Он сократил численность армии курфюршества Гессенского с 20 000 до 7 000 человек, что было более уместно с учётом размеров его страны, а часть сэкономленных средств потратил в личных целях. 29 июня 1821 года он также провёл реформу государственного управления по прусскому образцу, разделив страну на четыре провинции и отделив судебную власть от административной. Прежние ведомства были объединены в более крупные округа, а юрисдикция первой инстанции была передана новым судебным ведомствам , которые, как правило, отвечали за ранее существовавшие административные округа.
После того, как Великое герцогство Гессен-Дармштадт и Пруссия основали Прусско-гессенский таможенный союз в феврале 1828 года, он заключил в сентябре того же года в Касселе, он заключилСреднегерманский таможенный союз с Саксонией, Ганновером, Герцогством Нассау, Вольным городом Франкфурт и 13 другими небольшими северными и центральными немецкими государствами. Цель союза была предотвратить присоединение дальнейших государств к прусско-дармштадтскому союзу. Это было поддержано Великобританией и Австрией, которые также были обеспокоены ростом влияния Пруссии. Однако союз оказался неудачным, поскольку не были введены общие таможенные тарифы и не было создано единой территории для внутренней торговли. Единственной эффективной мерой стало введение транзитного налога на товары, ввозимые в Прусско-Дармштадтский регион. Недостатки этого соглашения привели к заключению 27 марта 1830 года Айнбекского договора с Ганновером, Ольденбургом и Брауншвейгом. Это соглашение легло в основу более позднего Северогерманского налогового союза, что также препятствовало общему таможенному союзу. Эти шаги нанесли серьёзный ущерб торговле и экономике курфюршества Гессен. Во многих местах вспыхнули голод и беспорядки, а на государственных границах часто происходили ожесточённые столкновения из-за контрабанды, провоза товаров и чёрного рынка.
Так как скандальное поведение Вильгельма II и его любовницы вызывало возмущение даже у верных ему представителей дворянства, положение его как государя было крайне непрочным, а он сам — малопопулярным.
В 1830 году в Кургессене произошла революция, в результате которой Вильгельм II вынужден был объявить о созыве Государственного собрания. Собравшиеся 5 января делегаты провозгласили принятие новой конституции Гессена, одной из самых прогрессивных в первой половине XIX века, и учредили однопалатный парламент страны. Оценив в результате последних событий своё положение государя как более не опасное, Вильгельм II вновь вызвал свою любовницу в Кассель. Следствием этого стало восстание в Касселе 11 января. Курфюрст и его двор вынуждены были бежать из охваченной беспорядками столицы в Ханау. Так как руководство правительством из Ханау (а министры остались в Касселе) было крайне сложно, Вильгельм II поручает своему сыну, Фридриху-Вильгельму, управление страной на время своего отсутствия в столице. Поскольку Вильгельм II никогда более в Кассель не вернулся, это оказалось фактическим отречением от власти. 
Уже в августе 1831 года Курфюршество вышло из Среднегерманского торгового союза и присоединилось к Прусско-Гессенскому таможенному союзу.
Похоронен Вильгельм II в церкви Святой Марии в Ханау. Во время Второй мировой войны церковь была сильно повреждена в результате бомбардировок, и в 1990-х годах останки курфюрста были перезахоронены в новом гробу.

## Награды
Курфюршества Гессен:
- Орден Золотого льва большой крест (29 мая 1785)[5]
- Орден «Pour la vertu militaire» (29 мая 1785)[6]
- Орден Железного шлема (22 сентября 1814)[7]
- Орден Золотого льва командорский крест 1-го класса (1 января 1816)[8]

Прочие:
- Орден Чёрного орла (26 ноября 1794, королевство Пруссия)[9]
- Орден Красного орла (26 ноября 1794, как кавалер ордена Чёрного орла, королевство Пруссия)
- Железный крест 2-го класса (1813)[10]
- Королевский Гвельфский орден, большой крест (1818, королевство Ганновер)[11]
- Орден Людвига, большой крест (великое герцогство Гессен)

## Семья
13 февраля 1797 года Вильгельм вступил в брак с принцессой Августой Прусской (1780—1841), дочерью короля Пруссии Фридриха Вильгельма II. В этом браке родились шесть детей:
- Вильгельм Фридрих Карл Людвиг (9 апреля 1798 — 25 октября 1802), умер в младенчестве.
- Каролина (29 июля 1799 — 28 ноября 1854), замужем не была. Детей не имела.
- Луиза Фридерика (3 апреля 1801 — 28 сентября 1803), умерла в младенчестве.
- Фридрих Вильгельм I (20 августа 1802 — 6 января 1875), курфюрст Гессена, женат на Гертруде Фалькенштейн[нем.] (1803—1882);
- Мария Фридерика Кристина (6 сентября 1804 — 1 января 1888) — замужем с 23 марта 1825 года за Бернгардом II (1800—1882), герцогом Саксен-Мейнингена;
- Фридрих Вильгельм Фердинанд (9 октября 1806 — 21 ноября 1806), умер в младенчестве.

В 1815 году брак Вильгельма и Августы распадается, в 1826 году Августа выехала из Гессена. Семейная жизнь Вильгельма изобиловала конфликтами и скандалами — так же, как и у его отца и его сына Фридриха Вильгельма.
В 1821 году Вильгельм дарует своей берлинской возлюбленной, Эмилии Ортлёпп (1791—1843), титул графини Рейхенбах, а затем — и графини Лессониц. Августа и кронпринц Фридрих Вильгельм удалились от двора и начали собирать вокруг себя представителей знати, недовольных курфюрстом. Позднее Фридрих Вильгельм уехал в Берлин и примирился с отцом лишь в 1830 году.
Вильгельм II первоначально проживал с графиней Лессониц в замке Филиппсруэ близ Ханау, затем во Франкфурте-на-Майне. Бракосочетание Вильгельма II с Эмилией состоялось 8 июля 1841 года. Эмилия родила ему восемь детей:
- Луиза (26 февраля 1813 — 3 октября 1883), известная меценатка; с 15 мая 1845 года замужем за Карлом Августом фон Бозе (1814—1887), тайным советником, графом империи. Детей у них не было.
- Юлий Вильгельм (4 октября 1815 — 15 января 1822), умер в возрасте 6 лет.
- Амалия Вильгельмина Эмилия (31 декабря 1816 — 28 июля 1858); замужем с 1836 за графом Вильгельмом фон Люкнером (развод в 1839); с 1840 — за Карлом фон Вацдорфом (1807—1846); с 1847 — повторно за графом Вильгельмом фон Люкнером (1805—1865). Имела четырёх детей от обоих браков.
- Карл (24 августа 1818 — 26 сентября 1881), женат с 20 декабря 1861 года на Клементине Рихтер (1842—1902). Детей у них не было.
- Эмилия (8 июня 1820 — 30 января 1891), замужем с 10 марта 1839 года за графом Феликсом Зичи-Феррарис фон Цих и Васонкео (1810—1885). У них родилось шестеро детей.
- Фридерика (16 декабря 1821 — 23 февраля 1898), замужем с 3.11.1841 за Вильгельмом фон Дунгерном (1809—1874). У них родилась одна дочь.
- Вильгельм (29 июня 1824 — 19 января 1866), женат с 19 марта 1857 года на Амалия Гёлер фон Равенсбург (1838—1912). У них родились две дочери.
- Елена (8 августа 1825 — 14 мая 1898), замужем с 4 января 1844 года за Освальдом фон Фабрице (1820—1898). У них родились сын и дочь.

28 августа 1843 года Вильгельм женился на Каролине фон Берлепш (1820—1877), которую возвёл в баронское, а позднее — в графское достоинство. Детей у них не было.